# Чилингирова, Павлина
Павлина Чилингирова (Ангелова; род. 22 октября 1955) — болгарская шахматистка, международный мастер (1982) среди женщин.
Победитель чемпионата Болгарии среди женщин 1993 года.
В составе сборной Болгарии участница восьми Олимпиад (1980—1994) и двух командных чемпионатов Европы (1992 и 2007). На 11-й Олимпиаде (1984) в Салониках команда заняла 2-е место.

## Изменения рейтинга
| Графики недоступны из-за технических проблем. См. информацию на Фабрикаторе и на mediawiki.org. |